# Suore oblate del Santissimo Redentore
Le Suore Oblate del Santissimo Redentore (in spagnolo Hermanas Oblatas del Santísimo Redentor) sono un istituto religioso femminile di diritto pontificio: le suore di questa congregazione pospongono al loro nome la sigla O.S.R.

## Storia
La congregazione trae origine dall'asilo di Nostra Signora della Consolazione, aperto a Ciempozuelos il 1º giugno 1864 dal vescovo benedettino José Benito Serra (1810-1896) per favorire il reinserimento sociale delle ex prostitute: l'opera, dapprima gestita dalle suore della Madre del Divin Pastore, nel 1867 venne affidata dal vescovo a una nuova fraternità guidata da Antonia María de Oviedo y Schönthal (1822-1898) e interamente dedicata alla rieducazione delle giovani traviate. Il sodalizio fu sin dalle origini legato alla Congregazione del Santissimo Redentore, da cui trasse il titolo.
L'istituto ricevette il pontificio decreto di lode il 30 marzo 1881 e venne approvato definitivamente il 13 maggio 1895; le sue costituzioni ottennero l'approvazione definitiva della Santa Sede il 10 aprile 1906.

## Attività e diffusione
I fini specifici delle Oblate del Santissimo Redentore sono il riscatto, la rieducazione e il reinserimento sociale delle donne vittime della prostituzione.
Sono presenti in Europa (Italia, Spagna, Portogallo), in America (Argentina, Brasile, Colombia, Guatemala, Messico, Porto Rico, Repubblica Dominicana, Stati Uniti d'America, Uruguay, Venezuela), in Angola e nelle Filippine: la sede generalizia è a Madrid.
Al 31 dicembre 2005 l'istituto contava 581 religiose in 96 case.